# Пустопоље
Пустопоље је насељено мјесто у општини Пале, Република Српска, БиХ. Према попису становништва из 1991. у насељу је живјело 266 становника.

## Име
По предању, када је погинуо Милош Стојићевић Поцерац оде један његов момак да јави његовима код куће. Нађе Милошеву мајку где чува овце и рече јој да је Милош погинуо, на шта она рече: Еј, пусто поље, на теби ми дођоше црни гласи. И тако ово место доби име Пустопоље.
О том догађају постоји и песма:
Не чај' више Милошева мајко,
гони овце низ то поље пусто
Милош ти је синоћ погинуо.

## Становништво
| Националност       | 1991. | 1981. | 1971. | 1961. |
| Срби               | 245   | 209   | 110   | 101   |
| Југословени        | 6     | 12    |       |       |
| Муслимани          | 10    | 1     | 2     |       |
| Црногорци          |       | 5     | 4     |       |
| Хрвати             |       | 1     |       | 2     |
| остали и непознато | 5     | 2     |       |       |
| Укупно             | 266   | 228   | 116   | 103   |

| Демографија | Демографија | Демографија |
| Година      | Становника  | Становника  |
| ----------- | ----------- | ----------- |
| 1961.       | 103         |             |
| 1971.       | 116         |             |
| 1981.       | 228         |             |
| 1991.       | 266         |             |